# Bois-Guillaume
Bois-Guillaume település Franciaországban, Seine-Maritime megyében. Lakosainak száma 14 497 fő (2022. január 1.). Bois-Guillaume Houppeville, Bihorel, Isneauville, Mont-Saint-Aignan, Rouen és Saint-Martin-du-Vivier községekkel határos.

## Népesség
A település népességének változása:
| Lakosok száma | 13 046 | 13 255 | 13 796 | 14 309 | 14 592 | 14 378 | 14 262 | 14 497 |
|               | 2013   | 2015   | 2017   | 2018   | 2019   | 2020   | 2021   | 2022   |